# 2020년 정동진독립영화제
제22회 정동진독립영화제는 2020년 8월 7일에 열린 시상식이다.

## 수상 및 후보

### 땡그랑동전상
- 소풍같이 - 전승표 수상
- 무협은 이제 관뒀어 - 장형윤 수상
- 내언니전지현과 나 - 박윤진 수상

### 단편
- 걸작 - 김시온 외 2명
- 굿 마더 - 이유진
- 나와 승자 - 김아영
- 니꺼니 - 최해람 외 2명
- 대머리마을 이발사 - 성보경
- 도와줘! - 김지안
- 뒤로 걷기 - 방성준
- 머리가 자라면 - 장현호
- 무협은 이제 관뒀어 - 장형윤
- 소풍같이 - 전승표
- 스네일 맨 - 박재범
- 아마 늦은 여름이었을 거야 - 김소형
- 안부 - 진성문
- 우리집 - 부은주
- 우주의 끝 - 한병아
- 웅비와 인간 아닌 친구들 - 김다민
- 유리창 - 한승원
- 유통기한 - 유준민
- 조금 부족한 여자 - 허수영
- 함께 살개 - 이윤지
- 호랑이와 소 - 김승희

### 장편
- 남매의 여름밤 - 윤단비
- 내언니전지현과 나 - 박윤진